# Brasilicythere
Brasilicythere is een geslacht van kreeftachtigen uit de klasse van de Ostracoda (mosselkreeftjes).

## Soorten
- Brasilicythere bensoni (Sanguinetti, 1979) Sanguinetti, Ornellas & Coimbra, 1992 †
- Brasilicythere reticulispinosa Sanguinetti, Ornellas & Coimbra, 1992 †
- Brasilicythere reticulospinosa Sanguinetti, Ornellas & Coimbra, 1991